# ペタルーマ (カリフォルニア州)
ペタルーマ（英: Petaluma、[pɛtəˈluːmə]、ペトルーマ、ペタルマという表記もある）は、アメリカ合衆国カリフォルニア州のソノマ郡にある都市。人口は5万9776人（2020年）。ソノマ郡の公式ページに拠れば、未編入領域を全て含んだペタルーマ市の人口は約7万人となっている。
アメリカ合衆国国定歴史建造物に指定されているランチョ・ペタルーマ・アドベが市内にある。1836年からサンフランシスコ・プレシディオの指揮官だったマリアーノ・グアダルーペ・バレホ将軍によって建設された。このアドベはペタルーマ川からソノマ・クリークまで広がる面積66,000エーカー (270 km²) という広大な牧場の中心だった。北カリフォルニアでは当時の建物で最も保存状態が良いと考えられている。
「ペタルーマ」とは、海岸ミウォーク族インディアンの言葉で丘の背面を意味する「péta lúuma」の音訳である。おそらくはペタルーマ市がソノマ山に近いことを表している。
市内には保存されている歴史的中心部があり、1906年のサンフランシスコ地震でも生き残った多くの建物が建っている。

## 歴史

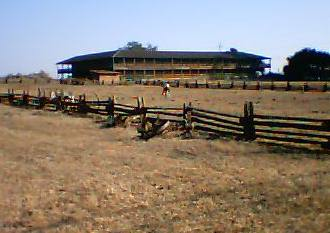
ランチョ・ペタルーマ・アドベ

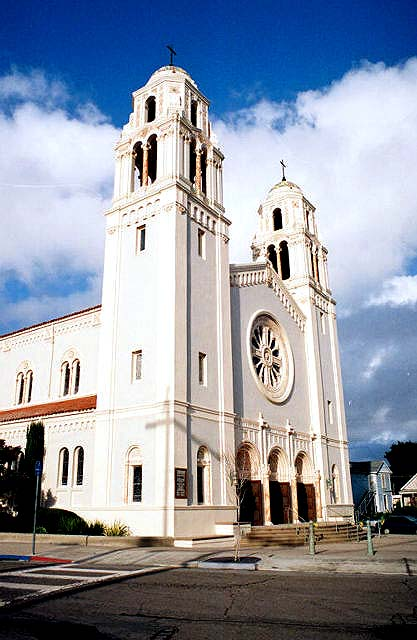
セントビンセント・デ・パウル教会

海岸ミウォーク族インディアンがソノマ郡南部に居住しており、ペタルーマは当初ペタルーマ川の東にあるミウォーク族集落の名前だった。海岸ミウォーク族のその他多くの集落が現在のペタルーマ内外にあった。例えば、ウォトキはペタルーマ集落の直ぐ南、川の対岸にあり、エテム、リカティウト、およびトゥチャヤリンはペタルーマ中心街に近く、トゥルマとススリは現在のペタルーマ市境の直ぐ北にあった。
1776年からスペインによる開拓が行われ、1834年にはメキシコの知事ホセ・フィゲローラがマリアーノ・グアダルーペ・バレホに与えたランチョ・ペタルーマと呼ばれる土地特許、広さ270 km²の一部になった。1836年、バレホはペタルーマに牧場の家屋であるランチョ・ペタルーマ・アドベの建設を始め、その家族が夏の家として使うことが多かったが、バレホは隣町であるソノマに住んでいた。この地域におけるバレホの影響力とメキシコの支配力は、1846年のカリフォルニア革命の時にバレホが逮捕された後は衰え始めた。
1849年にカリフォルニアで金が発見された後はアメリカ合衆国東部からペタルーマにも開拓者が集まり始めた。生産性の高い農業用地の中心にあるペタルーマ川沿いにペタルーマの街があることは19世紀から20世紀にかけての町の成長にとって重要なことだった。スカウ・スクーナー船のアルマのような帆走スカウや蒸気船がペタルーマとサンフランシスコの間を往復し、カリフォルニア・ゴールドラッシュの間、急成長する都市のサンフランシスコに農産物や原材料を運んだ。
町にあったボルピは昔（禁酒法時代）の潜り酒場であり、現在はバーやレストランとして運営されている。またブローテル（売春宿）もあった。そのうちの1つが現在ペタルーマ・ブールバード北にあるオールド・シカゴ・ピザである。ペタルーマ・ブールバードはアメリカ国道101号線が1950年代に建設されるまでは主要大通りとして使われていた。
ペタルーマは間もなく穀物の製粉と鶏肉加工産業の町として知られるようになり、これが現在でも商業の小部分として続いている。一時期ペタルーマは「世界の卵の首都」として知られており、ここから「チカルーマ」というあだ名もあった。ペタルーマは鶏肉のドラッグストアと呼ばれるものが唯一あった場所であり、卵の孵卵器が1879年にライマン・バイスによって発明された場所である。
現在でも町の中心部には大規模な鶏肉加工工場が残っており、この1930年代に建てられたレンガ造りの建物は現在鶏肉加工には使われていないが、保存と別の用途に使う価値があると評価されている。現在では「世界の卵の首都」とはもはや呼ばれていないが、今日でも酪農場、オリーブ園、ブドウ園、ベリーや野菜の農園があって、農業が強い経済基盤であり続けている。ペタルーマ市は農地の緑のベルトを守ることに誇りを感じている。
サンフランシスコのプレシディオにある陸軍博物館によれば、ペタルーマはその地域の下にある安定した岩盤に包まれていたために、1906年4月18日に起こったサンフランシスコ地震でも比較的被害が少なかった。地震の後も生き残った地域では数少ない地域社会の一つとして、ソノマ郡の大半にとって救護と援助活動の中心になった。
今日、川の西岸には1906年以前に建てられた保存状態の良いビクトリア様式の著名家屋が多く残っている。中心街は長年の間に何度も川の洪水に苦しみ、世界恐慌のときは商業が衰退した。資金不足のために古い家屋や建物の解体をできなかった。1960年代、サンフランシスコからマリン郡やソノマ郡南部にカウンターカルチャー（反体制文化）の流出が起こり、人々は都市化が進んでいない環境で安価な家屋を求めた。古いビクトリア調、アン女王調およびイーストレイク調の家屋が発見され修復される時を待っている埃を被った宝石だった。中心街商業地区にある歴史ある鉄を使った建物も救出された。アメリカ国道101号線の建設によって、交通や新築家屋の開発はその大半が中心街の東側に向けられることになった。
ペタルーマは歴史的な建物が大量にあることで、1940年代、1950年代および1960年代に多くの映画のロケ現場として使用された。歴史あるマクニアビルは良く使われたロケ地である。
ペタルーマは開発のために時間で制御した方法を開発した。アメリカ国道101号線が1969年に開通した後、住宅開発は1969年の300戸から1971年の900戸まで3倍となった。1960年代に地域の人口が急増したために、市は1971年に「ペタルーマ・プラン」を法制化した。このプランでは、1972年から5年間新築を年500戸に制限した。これと同時にこの5年間は都市拡張の境界として町の周りに赤いベルトを創設した。ニューヨーク州ラマポの町と同様、住宅開発制御システムが創設され、低中層収入家庭に家屋を供給し、市の東と西、一戸建てと多層構造家屋とを平等に開発するという市の総合計画に合致するポイントに基づいて建設許可を配分した。
ペタルーマの時間で制御する成長管理の目的は秩序ある成長を確保することだった。市の小さい町の特性と周辺の緑地を守ること、家屋については多様な選択肢を提供すること、および上下水道施設の能力に合わせることが図られた。
この制御開発計画は、1975年に市が建設産業協会によって法廷に召喚されたときに国内の注目を浴びた。問題にされたのは市が建設を制限することであり、1975年には第9巡回裁判所で、1976年には最高裁判所で移送命令令状の請願が否決され、市の考え方が支持された。この判決はカリフォルニア州における地方成長管理条例の大半の基本を形成している。
ペタルーマ市はこの誇るべき計画開発が行われたにも拘わらず、2009年4月13日の住民投票では、計画部門全体を排除し、計画スタッフ全員を解雇することに決められた。計画部門の仕事はその後コンサルタント会社のメトロポリタン・プラニング・グループに発注され、この会社が元の計画スタッフの何人かを再雇用し、市のために計画業務を継続している。
1990年代後半、電気通信のベンチャー企業が次から次に増殖し、初期の株主や従業員に大きな富を提供しているように見えたので、テレコム・バレーとしても知られた。成功ストーリーの1つはアドバンスト・ファイバー・コミュニケーションズ（AFC、現在のテラブス）、あういは後にシスコシステムズに買収されたセレントの従業員の話である。セレントの従業員何人かが、かつてはオペラハウスだった地元の娯楽会場であるフェニックス・シアターを買収した。
技術解説者レオ・ラポルトが市内にある小さなコテージから、そのTWiT.tvのポッドキャスト・ネットワーク（プレミア・レイディオ・ネットワークスが全国配信する全国ラジオ・プログラムを含む）を運営しているために、ペタルーマは最近技術の世界で顕著な存在になってきた。

## 地理と気候
ペタルーマは北緯38度14分45秒 西経122度37分53秒 / 北緯38.24583度 西経122.63139度に位置する。アメリカ合衆国国勢調査局に拠れば、市域全面積は13.9平方マイル (36.0 km2)であり、このうち陸地は13.8平方マイル (35.7 km2)、水域は0.1平方マイル (0.3 km2)で水域率は0.72%である。
ペタルーマは温暖な地中海性気候にある。
| ペタルーマの気候       | ペタルーマの気候 | ペタルーマの気候 | ペタルーマの気候 | ペタルーマの気候 | ペタルーマの気候 | ペタルーマの気候 | ペタルーマの気候 | ペタルーマの気候 | ペタルーマの気候 | ペタルーマの気候 | ペタルーマの気候 | ペタルーマの気候 | ペタルーマの気候 |
| 月                     | 1月              | 2月              | 3月              | 4月              | 5月              | 6月              | 7月              | 8月              | 9月              | 10月             | 11月             | 12月             | 年               |
| ---------------------- | ---------------- | ---------------- | ---------------- | ---------------- | ---------------- | ---------------- | ---------------- | ---------------- | ---------------- | ---------------- | ---------------- | ---------------- | ---------------- |
| 平均最高気温 °C （°F） | 13 (56)          | 16 (61)          | 18 (64)          | 20 (68)          | 22 (72)          | 26 (78)          | 28 (83)          | 28 (83)          | 28 (83)          | 24 (76)          | 19 (66)          | 14 (57)          | 22 (71)          |
| 平均最低気温 °C （°F） | 3 (38)           | 4 (40)           | 5 (41)           | 6 (42)           | 8 (46)           | 10 (50)          | 11 (51)          | 11 (52)          | 11 (51)          | 8 (47)           | 6 (42)           | 3 (38)           | 7 (45)           |
| 降水量 mm （inch）     | 151.1 (5.95)     | 100.8 (3.97)     | 67.1 (2.64)      | 43.4 (1.71)      | 7.9 (0.31)       | 4.3 (0.17)       | 1.3 (0.05)       | 2 (0.08)         | 6.4 (0.25)       | 36 (1.4)         | 148.6 (5.85)     | 110 (4.33)       | 678.4 (26.71)    |
| 出典： 2007-11-30      |                  |                  |                  |                  |                  |                  |                  |                  |                  |                  |                  |                  |                  |

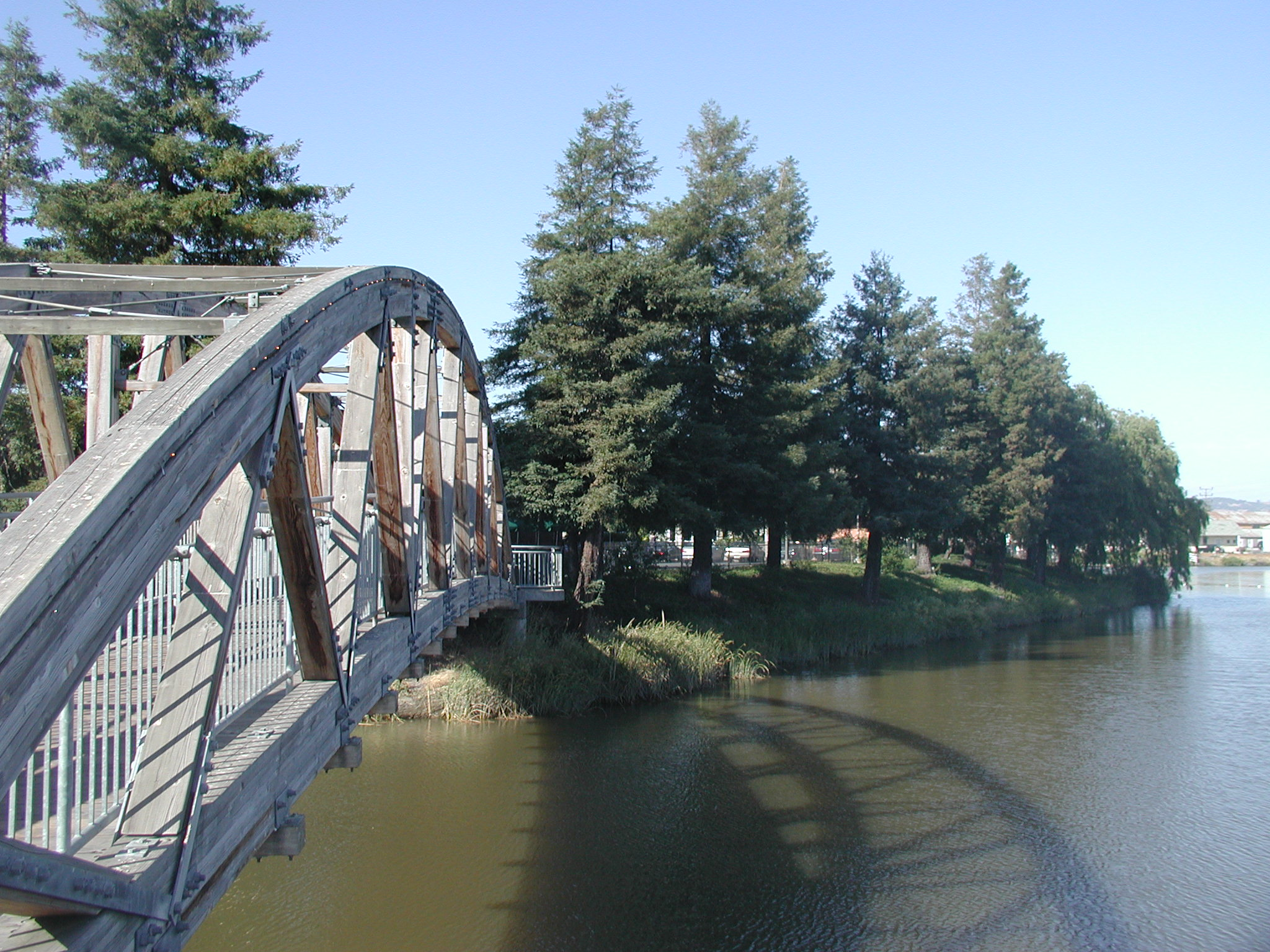
ペタルーマ川の方向転換点に架かるバルショー橋

ペタルーマにあるアメリカ国立気象局共同事務所で観測した過去最高気温は1960年6月2日の110°F (43 ℃）だった。過去最低気温は1916年11月14日と1932年12月14日の16°F (-9 ℃）だった。最も雨量が多かったのは1998年の45.93インチ (1,167 mm)、最も少なかったのは1976年の8.29インチ (211 mm) だった。月間降水量で最も多かったのは1998年2月の19.59インチ (498 mm)、24時間雨量で最も多かったのは2004年12月27日の4.29インチ (109 mm) だった。降雪は希だが、1915年1月5日には1.5インチ (3.8 cm)、2002年1月には約3インチ (7.6 cm) の降雪があった。
ペタルーマは、南のサンパブロ湾まで蛇行して降る潮汐の影響を受ける水路であるペタルーマ川の航行可能な北限にある。この川の汚染度合いはかつてかなりのものになっていたが、近年改善されてきた。市内のかなりの領域がこの川の洪水面以下にあり、特にパイラン地区では数年に1度堤防を越えて氾濫することがある。
騒音源として主要なものはアメリカ国道101号線、ペタルーマ・ブールバード、ワシントン通りなど幹線道路である。60デシベルを超える騒音に悩まされる地帯に住む住民は約4,000人である。
市の南西部にはヘレン・パットナム地域公園があり、チレノバレー道路から行くことができる。広さ216エーカー (0.86 km2) のこの公園はハイキングや乗馬の道があり、1965年から1979年まで市長を務めたヘレン・パットナムの名前を冠する2つの公園の1つである。もう1つの公園はペタルーマ・ブールバード沿いのパットナム・プラザである。ソノマ山の北西斜面には、土地固有の多様な植物相や動物相を保護するフェアフィールド・オズボーン自然保護区がある。南東にはトレイ湖があり、ここは前史時代にミウォーク族やポモ族インディアンが季節によって住み処としたところだった。その北には未編入のペングローブが、また南にはレイクビルの町がある。

## 人口動態
以下は2008年の人口推計データである。
| 基礎データ - 人口: 54,548人 - 世帯数: 19,932世帯 - 家族数: 14,012家族 - 人口密度: 1,526人/km2（3,953人/mi2） - 住居数: 20,304軒 - 住居密度: 568軒/km2（1,471軒/mi2） 人種別人口構成 - 白人: 84.16% - アフリカン・アメリカン: 1.16% - ネイティブ・アメリカン: 0.54% - アジア人: 3.91% - 太平洋諸島系: 0.17% - その他の人種: 6.08% - 混血: 3.98% - ヒスパニック・ラテン系: 14.64% 年齢別人口構成 - 18歳未満: 26.2% - 18-24歳: 7.2% - 25-44歳: 31.5% - 45-64歳: 24.1% - 65歳以上: 11.0% - 年齢の中央値: 37歳 - 性比（女性100人あたり男性の人口） - 総人口: 95.6 - 18歳以上: 91.9 | 世帯と家族（対世帯数） - 18歳未満の子供がいる: 36.6% - 結婚・同居している夫婦: 55.3% - 未婚・離婚・死別女性が世帯主: 10.6% - 非家族世帯: 29.7% - 単身世帯: 22.6% - 65歳以上の老人1人暮らし: 9.1% - 平均構成人数 - 世帯: 2.70人 - 家族: 3.16人 収入と家計 - 収入の中央値 - 世帯: 61,679米ドル（2007年推計68,949ドル） - 家族: 71,158米ドル（2007年推計85,513ドル） - 性別 - 男性: 50,232米ドル - 女性: 36,413米ドル - 人口1人あたり収入: 27,087米ドル - 貧困線以下 - 対人口: 6.0% - 対家族数: 3.3% - 18歳未満: 6.2% - 65歳以上: 7.1% |

## 映画ロケ現場

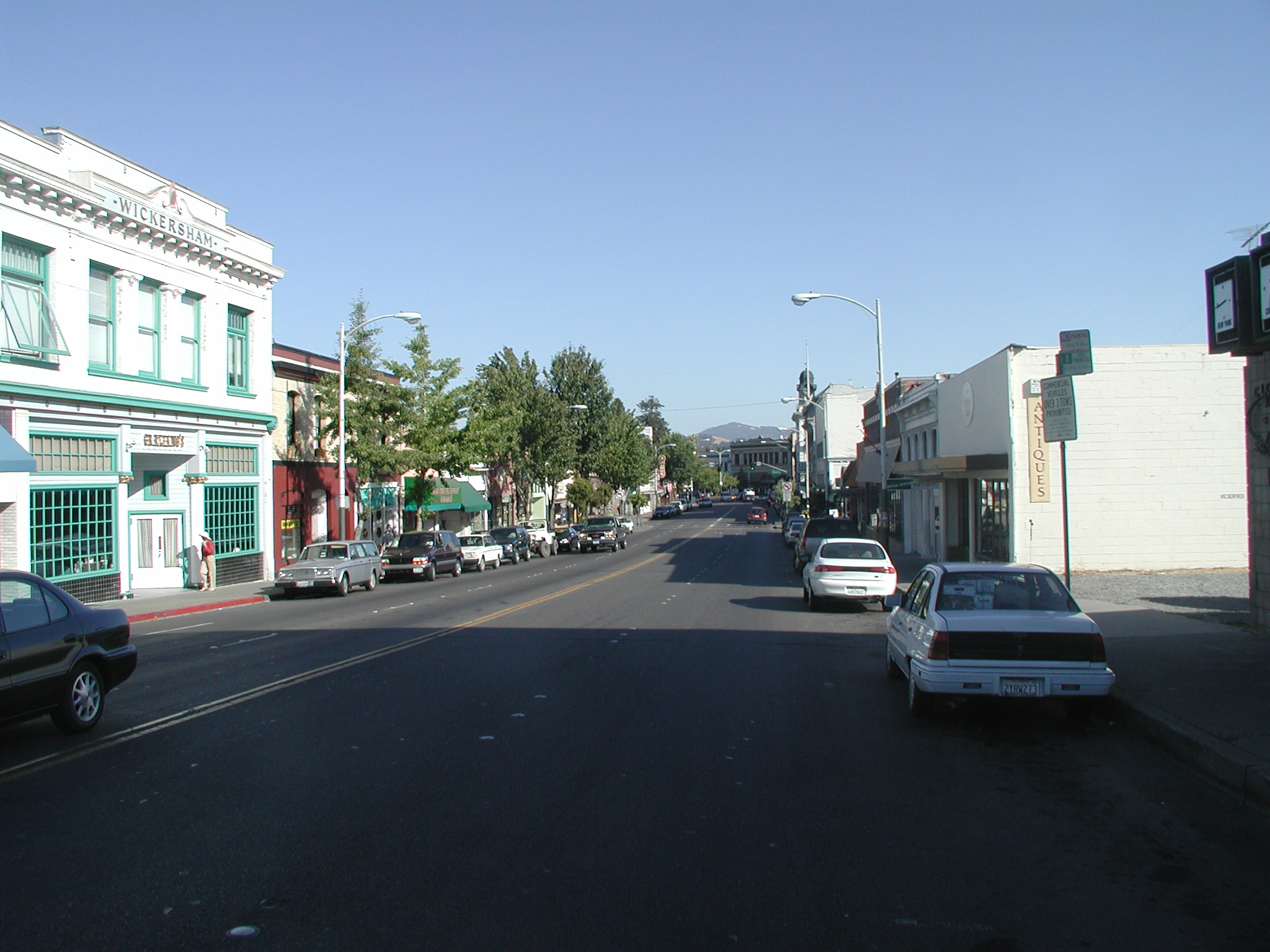
ペタルーマ・ブールバード

ペタルーマは下記のような多くの映画のロケ現場になってきた。
- アメリカン・グラフィティ (1973年) - ソノマのシーンはオールド・アドビ道路、フレーツ道路、ペタルーマ・ブールバードで、酒屋のシーンはボデガ・アベニューにあるジラルディのベイトショップで、ペタルーマ高校で、またパトカーのシーンは中心街の駐車場で撮影された（マリン郡のサンラフェルやタマルパイス高校でも撮影された）。
- Heroes  (1977年) - ペタルーマ市内やペタルーマ・レースウェイで撮影
- クジョー (1983年) - ペタルーマ市内、サンタローザ、メンドシーノで撮影
- Explorers (1985年) - ペタルーマ市内で撮影
- ハワード・ザ・ダック/暗黒魔王の陰謀 (1986年)
- ペギー・スーの結婚 (1986年) - サンタローザ高校とペタルーマ市内で撮影
- 氷の微笑 (1992年) - 3日間のシーンはペタルーマとローナートパークで撮影、その他のシーンはカーメルとサンフランシスコで撮影
- Merlin's Shop of Mystic Wonder (1996年) - 名ばかりの店の外観はケンタッキー通りで撮影、この映画はMystery Science Theater 3000で上映されたことで有名
- フェノミナン (1996年)
- スクリーム (1996年) - サンタローザとペタルーマ市内で撮影
- Max, 13 (1997) - 4日間はペタルーマで、10日間はトマレスで撮影
- 秘密の絆 (1997年)
- フラバー (1997年) - 教会のシーンの一部はペタルーマにあるオープンドア・クリスチャン教会で撮影
- ロリータ (1997年)
- Videoplasty (1998) - ファンクメタルのバンド、プライマスのコンサートシーンはフェニックス劇場で撮影
- カラー・オブ・ハート (1998年) - ペタルーマ・ブールバードとウェスタン・アベニュー角で撮影
- Mumford (1999年)
- 12人のパパ (2003年)
- The Hamiltons (2005年)
- Molotov Alva (2007年)
- The Tree of Life (2010年)

## 軍事

### アメリカ沿岸警備隊
アメリカ沿岸警備隊がペタルーマ市の直ぐ外、ツーロック近くにあるペタルーマ訓練センターでチーフ・ペティ・オフィサー・アカデミーを運営している。この学校はアメリカ沿岸警備隊とアメリカ空軍のために下士官（チーフ・ペティ・オフィサー）上級者の訓練を行っている。

### カリフォルニア州兵
カリフォルニア州兵がペタルーマ市バレホ通り580にある州兵隊施設を運営している。

## 政治

### 市政府
2011年1月時点のペタルーマ市長はデイビッド・グラスである。グラスはその前に副市長を務めていた。市政委員会は5人の委員で構成されている。

### 州と連邦議会
カリフォルニア州議会では、上院の第3および下院の第6選挙区に属している。連邦議会下院ではカリフォルニア州第6選挙区に属し、2010年時点ですべて民主党議員が務めている。

## 経済

### 主要雇用主
ペタルーマ市の包括的年間財務報告書2009年版によれば、市内の雇用主トップ10は以下の通りである。
| 順位 | 雇用主                               | 従業員数 |
| ---- | ------------------------------------ | -------- |
| 1    | ペタルーマ市教育学区                 | 1,415    |
| 2    | ペタルーマ・バレー病院               | 557      |
| 3    | アメリカ合衆国郵便公社               | 520      |
| 4    | ペタルーマ・プールトリー             | 400      |
| 5    | サンタローザ・ジュニアカレッジ       | 300      |
| 6    | ペタルーマ市                         | 287      |
| 7    | オールド・アドビ統一教育学区         | 229      |
| 8    | カリクス                             | 225      |
| 9    | クローバー・ストーネッタ・ファームズ | 220      |
| 10   | セイフウェイ                         | 200      |

## 教育
ペタルーマ市の公立学校はペタルーマ市教育学区が管轄している。市内にはペタルーマ高校とカサグランデ高校という普通科高校が2校ある。カサグランデ高校には有名な学術10種競技のチームがあり、州レベルの競技会にはソノマ郡の代表を23年間続けている。2つの高校の間では「エッグボウル」と呼ばれるアメリカンフットボールの試合が毎年行われている。中学校は2校ある。
サンタローザ・ジュニアカレッジは市の東部、ソノマ・マウンテン・パークウエィ沿いにあり、その2つめのキャンパスは急速に成長している。またローマ・カトリック系のセントビンセント・デ・パウル高校もある。未認定のインスティチュート・ノーティック・サイエンスのキャンパスも市内にある。

## 交通
アメリカ国道101号線がペタルーマの町を通る主要高速道路である。カリフォルニア州道116号線もレイクビル・ハイウェイとして市内を通っている。その他の主要幹線はイーストワシントン通り、マクダウェル・ブールバードの北と南、およびペタルーマ・ブールバードである。
市内および郡部のバス便はペタルーマ交通、ゴールデンゲイト交通およびソノマ郡交通が運行している。
鉄道はソノマ・マリンエリア鉄道が通っている。
最も近い主要空港はサンフランシスコ国際空港とオークランド国際空港である。一般用途空港としてはペタルーマ市民空港がある。またチャールズ M. シュルツ・ソノマカウンティ空港がサンタローザの北にある。

## 著名な出来事
- ペタルーマでは1952年から2003年まで世界腕相撲選手権を開催していたが、2004年に後援者が不足したためにネバダ州リノに移り、2007年の決勝はブルガリアで行われた。漫画「ピーナッツ」のスヌーピーは腕相撲のチャンピオンになりたがっていた。1968年の漫画ではペタルーマに向かっている。ただし、親指が無いので資格無しとされた[19]。
- 1993年10月1日、12歳の少女ポリー・クラースがリチャード・アレン・デイビスにナイフを突きつけられて、その家から誘拐され、その後強姦され、殺された。ペタルーマの地域社会は直ぐに結集して失踪を広告し、ポリー・クラース基金を作って児童誘拐に対抗した
- 毎年夏にペタルーマで開催されるソノマ・マリン・フェアでは「世界で最も醜い犬コンテスト」が行われる。その写真や結果は世界に向けて報道されている。
- 毎年4月、「バターと卵の日パレード」が開催され、「世界に向けた卵のバスケット」と酪農製品の遺産を祝っている

## 著名な出身者と住人
- アンソニー・ベンダー、プロ野球選手（投手）
- クラーク・クーリッジ、詩人
- ジョニー・ゴームズ、プロ野球選手（外野手）
- ブレナード・ジョーンズ、建築家
- ポーリン・ケイル、映画評論家、ペタルーマ生まれ
- レオ・ラポルト、ラジオの司会者、テレビのパーソナリティ、著作家
- ウィノナ・ライダー、女優[20]
- スペンサー・トーケルソン、プロ野球選手（内野手）
- シルバー・ツリー、映画脚本家、プロデューサー[21]
- リン・ウールジー、カリフォルニア州選出アメリカ合衆国下院議員[22]

## 大衆文化の中のペタルーマ
- フォーク歌手スーザン・ワーナーのアルバムTime Between Trainsには"Petaluma Afternoons"という歌が収められている
- ゲームソフトシムシティ2000では、建設する都市の地区としてペタルーマが登場することが多い
- 2007年にマイケル・オンダーチェが出版したDivisaderoはペタルーマに近い農場が一部の舞台になっている
- 1981年に設立されたペタルーマ市バレー団は市とソノマ郡では唯一のバレー団である
- 1963年にハリー・パーチが創作したミュージカルAnd on the Seventh Day Petals Fell in Petalumaはペタルーマにある庭園がヒントになった
- 映画「ハロルドとモード 少年は虹を渡る」ではペタルーマについて簡潔に言及している
- テレビ番組M*A*S*Hの中で、登場人物のB・J・ハニカットがペタルーマの木樵祭について触れている
- 漫画「ピーナッツ」のスヌーピーはペタルーマで開催される腕相撲大会のために訓練している
- パンクロックのバンド「AFI」はペタルーマ市中心街ワシントン通り東にあるフェニックス劇場に触れている。この会場はAFIが定期的に使っており、2000年9月のアルバムThe Art Of Drowningには"Days of the Phoenix"という歌が収められている